# 馬科斯·安赫萊里
馬科斯·阿尔韦托·安赫莱里（西班牙語：Marcos Alberto Angeleri；1983年7月24日—）是一位阿根廷足球運動員。在場上的位置是中後衛。他現在效力於阿根廷足球甲级联赛球隊聖羅倫素。他在2013年7月24日轉會馬拉加。